# Morten Søgaard
Morten Søgaard (* 3. Dezember 1956 in Brumunddal) ist ein norwegischer Curler und Olympiasieger. 
Sein internationales Debüt hatte Søgaard bei der Weltmeisterschaft 1974 in Bern, er blieb aber ohne Medaille. 1976 gewann er bei der Juniorenweltmeisterschaft in Aviemore mit der Bronzemedaille sein erstes Edelmetall. 
Søgaard spielte als Second der norwegischen Mannschaft bei den XV. Olympischen Winterspielen 1988 in Calgary im Curling. Die Mannschaft von Skip Eigil Ramsfjell gewann die olympische Goldmedaille nach einem 10:2-Sieg im Finale gegen die Schweiz um Skip Hansjörg Lips. Da Curling damals noch eine Demonstrationssportart war, besitzt die Medaille keinen offiziellen Status.

## Erfolge
- 1. Platz Olympische Winterspiele 1988 (Demonstrationswettbewerb)
- Weltmeister 1988
- 2. Platz Europameisterschaft 1983, 1987, 1988
- 3. Platz Weltmeisterschaft 1987, 1989
- 3. Platz Europameisterschaft 1984
- 3. Platz Juniorenweltmeisterschaft 1976